# Estació de Vilanova Centre
Vilanova Centre és una estació de ferrocarril en projecte que s'ubicarà al centre-nord del nucli urbà del municipi de Vilanova i la Geltrú, a la comarca del Garraf. A l'estació hi pararan trens de la futura línia Orbital Ferroviària (LOF), i se situarà al barri de La Fisa, molt a prop dels jutjats de Vilanova, a la Ronda Ibèrica.

## Serveis ferroviaris
| Rodalia de Barcelona   |              |               |               |                        |
| Procedència/Destinació | <            | Línia         | >             | Procedència/Destinació |
| Projectat              |              |               |               |                        |
| Mataró                 | Vilanova Est | Línia Orbital | Vilanova Oest | Vilanova i la Geltrú   |